# Following Sean
Following Sean ist ein Dokumentarfilm des US-amerikanischen Filmemachers Ralph Arlyck aus dem Jahr 2005, in dessen Zentrum Arlycks 1969 entstandener Kurzfilm Sean steht.

## Hintergrund des Films
Following Sean stellt Sean Farell vor, den Arlyck 1966 in San Franciscos Hippie-Viertel Haight-Ashbury porträtiert hatte. Ralph Arlyck, der sich eher am Rand dieser Szene sah, „konnte sich nicht mit den Verfechtern des freien Lebens identifizieren. Er war mehr Beobachter als Revoluzzer und nutzte seine Kamera, um das Leben rund herum zu dokumentieren. Die Besuche von Sean, der in seinem Haus wohnte, inspirierten Ralph einen Kurzfilm über den kleinen Racker zu machen, der barfuß durch Haight Ashbury flitzte, weil er Schuhe unheimlich fand und sich vor den Speed-Freaks fürchtete“.
In dieser fünfzehnminütigen Arbeit, die Arlyck im Rahmen seines Filmstudiums an der Colgate University herstellte, zeigte er den vierjährigen Sean Farrell bei seinen Streifzügen durch die Nachbarschaft und auf dem Sofa als Interviewter sitzend. Auf Arlykcs Fragen äußert er seine kindlichen Meinungen zu Marijuana, die Speed Freaks, Polizeieinsätzen und dem Lebensstils der Menschen seiner Umgebung. Arlyck montierte in diese Interviewsequenzen seine filmischen Porträts der damaligen Hippiekultur; im Off erzählt er auch die weitere Geschichte des Films, nachdem er selbst San Francisco verlassen hatte.
Seans freizügige Erzählungen seiner persönlichen Kiffer-Erfahrungen machten den Dokumentarfilmer auf einen Schlag bekannt; der Streifen erlebte eine Aufführung im Weißen Haus und wurde von der Öffentlichkeit zu einem Dokument des Sittenverfalls der damaligen Vereinigten Staaten apostrophiert.
Der fertige Film mit dem Titel Sean war ein voller Erfolg und lief auf vielen Festivals und in den Kinos. Sogar François Truffaut äußerte sich über Arlycks Film anerkennend (Sean's truly a kid of our modern times), als dieser auf den Filmfestspielen von Cannes im Wettbewerb lief und adelte ihn damit schlagartig als Filmkünstler.
25 Jahre später erinnerte sich Ralph Arlyck, der längst aus San Francisco fortgezogen und Filmemacher ist, an Sean und ihre gemeinsame Zeit. Er fragt sich schließlich, was wohl aus dem kleinen Jungen geworden ist und versucht ihn zu finden, trifft seine Eltern und schließlich Sean selbst. Nach den ersten zaghaften Kontakten entwickelt sich wieder eine Freundschaft zwischen Sean und Ralph und in den folgenden zehn Jahren entsteht ein neuer Film, der Seans Alltag porträtiert, endend in der Zeit, als auch Seans Sohn Alex vier Jahre alt ist.

## Handlung und Themen des Films

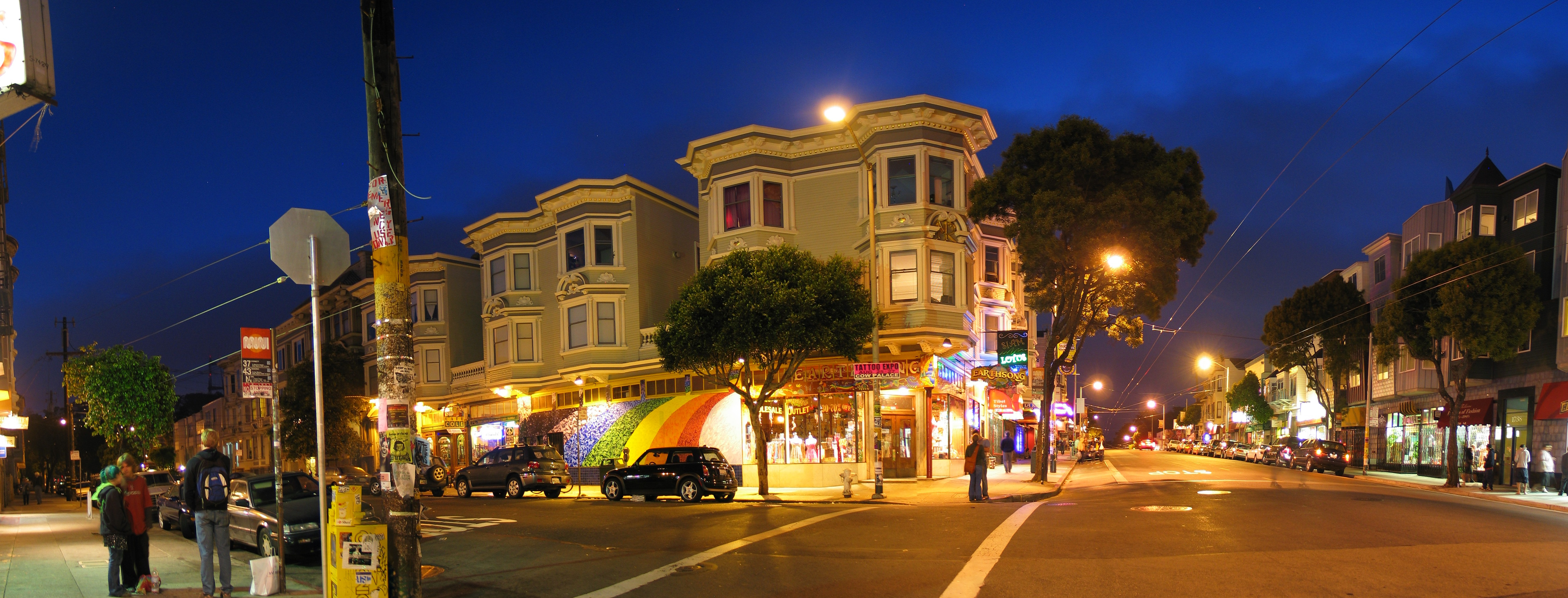
Die Cole Street (links) und Haight Street (rechts)

Der Filmstudent Ralph Arlyck lebte 1969 in einem kleinen Appartement in der Cole Street San Franciscos; seine Nachbarn sind Janis Joplin, Charles Manson und der kleine Sean Farrell mit seiner Familie. Seine Eltern sind Aussteiger, die ihre Wohnung, zwei Stockwerke über Arlyck, zu einem Szenetreffpunkt machen. Sean ist vier Jahre alt, besucht Ralph regelmäßig und erzählt er ihm von seinen Streifzügen und seiner Lebenseinstellung. „Seans Eltern waren Hippies. Sie gaben ihm alle Freiheiten und hatten auch nichts dagegen, wenn Sean mal einen Joint rauchte.“
Dabei erzählt der Regisseur aus dem Off weit mehr von sich selbst als von Sean – auch wenn er Sean Anfang der 1990er Jahre aufspürt, der inzwischen in seinen 30ern steckt, und auch wenn er seine Hochzeit mit einer jungen Russin und die Geburt seines Sohnes begleitet – es ist doch immer wieder die eigene Vergangenheit, die Beziehung zu seinen Eltern und das zwiespältige Verhältnis zu jener Kultur der freien Liebe, von der er so fasziniert in seiner ursprünglichen Sean-Dokumentation berichtet hatte, über die hier gesprochen wird. Die Stimme des Filmemachers spricht kontinuierlich aus dem Off; sie berichtet darüber, wie der Regisseur als junger Mann nach Haight-Ashbury gezogen ist, wie er Sean und seine Eltern kennenlernte und wie er zugleich angezogen und abgestoßen wurde von dem Flair jener Zeit.
Nebenfiguren des Films sind die Mitglieder von Seans Familie, sein Vater Johnny Farrell, der aus seiner Bänker-Familie Ende der 1950er Jahre ausstieg, seine Frau Susie, die aus einer Familie von Mitgliedern der Communist Party stammte; schließlich auch Arlycks eigene Frau Elisabeth Cardonne, eine junge Französin, die er in Haight Ashbury kennenlernte und ihre beiden Söhne.
Ein Nebenstrang der Handlung porträtiert Seans Großeltern, die wichtige Gewerkschafter und Mitglieder der Communist Party in den 1950er Jahren waren. Archivmaterial zeigt Archie Brown, wie er vor dem Komitee für unamerikanische Umtriebe in San Francisco gegen seine Behandlung protestierte. Ein weiteres Nebenthema sind die Spannungen, die in transkulturellen Ehen auftreten können.

## Kritikerstimmen
Katja Silberzahn schrieb in dokumentarfilm.info:
„Following Sean ist ein Film über Identitätssuche, den Vergleich verschiedener Lebensweisen und ein Aufräumen mit Vorurteilen gegen die infantile Generation der Hippies und deren Kinder. Liebevoll rekonstruiert Arlyck Seans, aber auch seine eigene Vergangenheit und versucht dadurch Antworten und Rückschlüsse auf begangene Lebensweisen und gefällte Entscheidungen zu finden. Wie wurden wir der Mensch, der wir sind? Was hat uns beeinflusst? Eine Antwort bleibt Arlyck zwar schuldig, aber er lässt keinen Zweifel an der Prägung der eigenen Familie.“
Benjamin Happel schrieb in Filmkritiken:
„Following Sean ist so ein sehr persönlicher Film, […] der zumindest an der Oberfläche versucht, Objektivität vorzugeben. Das Private, das hier immer mitschwingt, ist dabei Stärke und Schwäche gleichzeitig. Es macht die Charaktere und Orte interessanter, wenn man weiß, dass sie verbunden sind mit diesem Menschen und dieser Stimme, aber es macht die Aussagen, die der Film trifft, auch weit verletzlicher – letztendlich ist es doch nur ein Individuum, das hier zu Wort kommt […].“
Cheryl Eddy schrieb im San Francisco Bay Guardian:
„Als [Seans Vater] Johnny seinen überarbeiteten Sohn ansieht, meint er: He's not as free as he once was. Was sicherlich wahr ist (schon allein, weil Sean jetzt Schuhe trägt), sein Statement reflektiert den Weg aller Mitwirkenden der Dokumentation: Johnny, der zwar eben den Fuß gebrochen, aber der nie seine Ideale aus den 1960ern über Bord geworfen hat; das Kommune-und-Guru-Produkt Sean, der eifrig einen ganz pragmatischen Lebensweg geht; und Arlyck selbst, der auf halber Strecke des Films über seine selbstgewählte Karriere sagt, sie sei more like a blank page than a declaration of freedom. Glücklicherweise sei Following Sean  – der die Luft aus San Franciscos legendärer Ära lässt, ohne sie zu verurteilen, und einen außergewöhnlichen Blick auf eine relativ gewöhnliche Geschichte richtet – alles andere als ein leeres Blatt.“

## Soundtrack des Films
Für den Film wurde u. a. Musik aus San Francisco ausgewählt, wie von Kelley Stoltz, Joanna Newsom und Coachwhips.